# Vitis amurensis
Espèce
Classification APG III (2009)
Vitis amurensis ou vigne de l'Amour est une espèce d'arbrisseaux sarmenteux de la famille des Vitaceae, poussant dans une région au climat subarctique de l'Extrême-Orient. Elle est cultivée pour ses raisins de cuve depuis l'entre-deux-guerres.
Cette vigne fut découverte par le botaniste russe Richard Maack au cours de son voyage sur le fleuve  Amour et son affluent l'Oussouri et décrite par Ruprecht en 1857 d'après les échantillons rapportés. Elle pousse dans une région au climat très rude avec l'hiver des températures de -20 à −40 °C et une température moyenne annuelle proche de 0 °C.
Variétés :
- V. amurensis var. amurensis
- V. amurensis var. dissecta
- V. amurensis var. yanshanensis

Son nom chinois est 山葡萄 shan putao et son nom russe виноград амурский vinograd amurskij.

## Description
Cet arbrisseau sarmenteux peut développer des tiges d'une quinzaine de mètres de long. Les vrilles, opposées aux feuilles, sont divisées en 2 ou 3 branches.
Les feuilles alternes, simples sont largement ovales, plus ou moins trilobées, de 6-24 × 5–21 cm et parcourues par 5 nervures basales. La base cordée forme un sinus assez ouvert, arrondi. Les marges sont dentées, à dents aiguës, légèrement irrégulières.
L'inflorescence est une panicule, apparaissant à l'opposé des feuilles. L'espèce sauvage de V. amurensis est dioïque avec quelques rares pieds hermaphrodites. La fleur verte, petite, possède 5 pétales soudés au sommet qui à l'anthèse s'ouvrent par le bas (la coiffe formée est nommée calyptra, c'est un trait caractéristique des Vitis). La floraison a lieu en mai-juin et la fructification en juillet-septembre.
Les grappes très lâches comportent des baies, noir bleuté, contenant des pépins obovoïdes.

## Écologie
Cette vigne croit dans les bois et fourrés arbustifs.
Son aire de répartition couvre le sud de l'Extrême-Orient russe (kraï du Primorie et oblast d'Amour), la Chine du nord et de l'est (Anhui, Hebei, Heilongjiang, Jilin, Liaoning, Shandong, Shanxi, Zhejiang), la Corée et le Japon (Honshu).

## Histoire de la domestication
La vigne sauvage Vitis amurensis pousse dans des régions de climat subarctique de l'Extrême-Orient. Son aptitude à supporter des températures de −40 °C sans geler, en fait la Vitis la plus résistante au froid. Elle pousse naturellement jusqu'aux latitudes nord de 57-58°.
Des prélèvements de V. amurensis sauvages furent effectués dans l'ancienne URSS pour mener des études de la résistance spéciale au froid. Des variétés hybrides producteurs directs issues du croisement V. amurensis × V. vinifera ou V. labrusca × V. amurensis ont été obtenus.
- Les premières cultures en Mandchourie

Les premières cultures de Vitis amurensis remontent à l'époque de l'occupation japonaise de la Mandchourie (1931-1945). Dans le Jilin au nord-est de la Chine, les Japonais créèrent les premières entreprises viticoles de production de vin à partir de la vigne sauvage V. amurensis.
À 800 km plus au sud, la culture de la vigne européenne n'est possible dans la région de Pékin qu'à la condition d'enterrer sous une bonne couche terre les ceps l'hiver, pour les protéger des grands froids. Devant cette difficulté, des entrepreneurs japonais tentèrent de tirer profit de la grande résistance au froid de la vigne sauvage de la région pour produire du vin. En 1936 fut créée la Changbaishan Winery Ltd. et en 1938 la Tonghua Winery Ltd. dans la région de Jilin, à l'ouest des Monts Changbai ("Toujours-blancs") 长白山, près de la frontière nord coréenne. Le climat de cette région peut se caractériser par des hivers longs et froids et des étés courts et chauds, avec une température moyenne de janvier allant de - 14 à −20 °C. À l'époque, la cave de Changbaishan produisait 40 tonnes de vin. Certains de ses vins ont reçu des médailles chinoises de qualité. La seconde entreprise prétend avoir actuellement la plus grande cave de stockage au monde et ses vins ont aussi été primés en Chine.
Après 1949, une dizaine d'entreprises viticoles virent le jour. Mais la baie de vigne sauvage est petite, avec de gros pépins et donne un jus peu sucré et très chargé en tanin qui après vinification donne un vin de bien piètre qualité (jugement récent d'académiciens), s'il n'est pas ensuite additionné de tout autre produit, comme la législation chinoise l'autorisait.
- Les sélections variétales chinoises

Dès 1954, le Jardin Botanique de Pékin avait essayé des hybridations de la Vitis amurensis avec le cépage muscat meiguixiang putao 玫瑰香葡萄 de la vigne européenne (pour faire le beichun 北醇).
Mais le pas décisif fut franchi quand, en 1965, un pied de vigne sauvage hermaphrodite fut découvert dans la montagne à une centaine de kilomètres de la cave de Changbeishan. Il fut aussitôt mis en culture à Changbaishan Winery Ltd où après 10 ans de sélection, le comité d'évaluation de Jilin décida de baptiser une accession supérieure, bisexuelle, du nom de Shuangqing 双庆 « double célébration ».
À partir de là, les instituts de recherches agronomiques de la région de Jilin se lancèrent dans des programmes d'amélioration de la vigne sauvage en cherchant à profiter de ses gènes de résistance au froid. Il y eut une amélioration des cultivars (croisements intraspécifiques) et des hybridations avec les meilleurs cépages de la vigne européenne.
Ainsi, une série de cultivars furent proposés comme : zuoshanyi 左山一, shuanghong 双红, shuangyou 双优 (des hybridations intraspécifiques de shuangqing), gongniangyihao 公酿一号 par l'entreprise viticole de Huaxin de Jilin. Ces cépages considérés comme les meilleurs donnent cependant des raisins pauvres en sucre, riches en tanins et assez acides :
| Sucre et acidité de deux cépages de V. amurensis et du cabernet sauvignon (d'après Peng et al 2008, Wan et al 2008, Dufour 2008) |                  |                 |                   |
| | Zuoshanyi 左山一 | Shuanghong 双红 | Cabernet sauvigon |
| Teneur en sucre (g/l) | 130-150          | 150-180         | 213-220           |
| Acidité totale (g/l) | 20-25            | 17-20           | 7,3               |

Par comparaison, les raisins de cuve de V. vinifera sont très riches en sucre : 140-240 g/l avec des maxima pouvant atteindre 300-400 g/l d'après Blouin et Cruège (2008).
Sans addition de sucre ni d'alcool, Peng et Chen (2008) prônent de vinifier ces variétés pour faire des vins titrés de 4 % à 7 %, de couleur rubis foncé, au corps tendre.
Divers instituts de recherche agronomiques de Pékin et de Jilin, ont sélectionné dans les années 1990 des hybrides interspécifiques V. amurensis × V. vinifera, (VA × VV) F1 comme : beichun 北醇, gongniangyihao 公酿一号, gongniangerhao 公酿二号, zuohongyi 左红一.
D'après les dernières études publiées en 2007, par croisements interspécifiques et rétrocroisements, l'Académie des Sciences Agronomiques de Jilin a obtenu un (VA × VV) F2 × VV peu acide et riche en sucre.
- Les sélections variétales russes

De nombreuses croisements ont été réalisés dans les stations de recherches russes afin d'obtenir de nouveaux cépages résistant au froid et au mildiou.
Les plus connus sont:
- Zarja severa et Severny, qui sont des hybrides de Seianetze Malengra × Vitis amurensis
- Fioletovy ranny, un croisement de Severny × Muscat de Hambourg
- Bachkirsky ranny, un croisement de Précoce de Malingre × Vitis amurensis
- Saperavi Severny, un croisement de Severny × Saperavi.
- Rondo, un croisement de Saperavi Severny × Saint Laurent

## Culture
V. amurensis possède des traits agronomiques intéressants pour sa mise en culture : outre sa résistance au grand froid, elle est extrêmement résistante à l'anthracnose (Elsinoë ampelina) et très résistante à l'oïdium (Uncinula necator) mais un peu sensible au phylloxéra (bien que beaucoup moins que V. vinifera). Elle débourre très tôt et devient très sensible au gel de printemps.
La grappe de raisin est petite, pauvre en sucre, très acide et riche en tanin. Après vinification du seul raisin, elle donne un vin de faible degré alcoolique (environ 6 %). Un bon cépage comme gongniangyihao 公酿一号 dont la teneur en sucre à maturité est de 140-160 g/l peut donner des vins de 8-9 %
Il est difficile d'obtenir des informations précises sur le mode de vinification réel des vins chinois. L'encyclopédie Baidu résume ainsi le processus de vinification[réf. nécessaire]  :
V. amurensis → sélection → éraflage → foulage → fermentation → séparation → 1er jus → ajout de sucre → seconde fermentation → clarification → séparation → vin
Le vin titre en général 11-12 % d'alcool.
Il se conserve mal et doit être bu rapidement.
En 2002, la production de vin de Tonghua a atteint 46 000 t pour une surface 3200 ha.
Malgré sa réputation de qualité, la Tonghua Wine Grape Co., Ltd. souffre de mévente en raison de la concurrence des vins de Great Wall ou Zhangyu, produits avec des techniques européennes sur des cépages européens.